# Станіслав Щепановський
Станісла́в Щепано́вський (пол. Stanisław Szczepanowski; 12 грудня 1846, м. Косцян, Великопольське воєводство, Польща — 31 жовтня 1900, Наугайм (Nauheim), Німеччина) — польський економіст, інженер, хімік, нафтовий підприємець (піонер нафтової і буровугільної промисловості на Коломийщині), громадський діяч, публіцист, політик. Депутат австрійського Райхсрату (з 1886) і до Галицького крайового сейму (з 1889). Речник індустріалізації Галичини. Співзасновник Towarzystwa Szkoły Ludowej (Товариства народної школи).

## Біографія
У 1864–1867 роках навчався на загальнотехнічному факультеті Віденської політехніки. Протягом 1867–1869 років вивчав хімію й економіку в École Centrale des Arts et Manufactures в Парижі. Із 1869 по 1871 рік вивчав хімічну технологію й економіку в Лондоні, де отримав інженерський диплом. У цей час заробляв на життя в приватній аналітичній лабораторії.
У 1870–1879 роках працював чиновником відділу промисловості і торгівлі Міністерства у справах Індії (India Office), зокрема, в експериментальній (для Індії) прядильні бавовни в Манчестері, потім знайомився з прядильним виробництвом льону та конопель в Італії і навчався в Академії молочної промисловості (Мілан). У Франції відвідував текстильні фабрики та підприємства харчової промисловості. Досконально вивчив промисловість і економічні механізми Англії, Шотландії й Уельсу. Вивчав податкові системи деяких європейських і азійських країн (наприклад, Персії).
1877 року прийняв британське підданство і зберігав його до 1889. 1878 року отримав пропозицію в ролі експерта у справах Індії взяти участь у подорожі до цієї країни з британським наступником трону (майбутнім королем Едвардом VII), проте відмовився і 1879 року переїхав до Галичини. У Галичині інтенсивно включився до розбудови нафтової промисловості. У 1879 заклав власну нафтову копальню в Слободі Рунґурській. Досягнув високих, як на ті часи, обсягів видобутку нафти. Слобода незабаром стала найбільшим нафтовидобувним осередком у Галичині. 1880 року заклав у Слободі Рунґурській першу в Галичині фабрику гірничих машин. 1881 — Перше товариство експлуатації нафти й озокериту там же.
1883 року збудував у Печеніжині найсучасніший і найбільший, як на ті часи, нафтоперегінний завод. Від 1885 року був членом Політехнічного товариства у Львові. 1886 — побудував залізничну лінію Печеніжин-Коломия та нафтопровід Слобода Рунґурська — Печеніжин.
1887 року був усунений компаньйонами з усіх бізнесів, проте не відмовився від подальшої розбудови нафтової промисловості. У 1887–1889 роках мав дві невеликі нафтові копальні у Кросненському повіті. 1889 — заклав нафтову копальню в Космачі. 1889 року заклав Галицьке акціонерне товариство нафтової промисловості.
У 1889-1894 роках володів невеликою нафтовою копальнею в околиці Горлиць (Західна Лемківщина). У Ріпному (Долинський повіт) мав із компаньйонами дві нафтові копальні. 1894-1896 — був власником копальні у Вижньому Синевидському (Стрийський повіт). 1896 — заклав копальню в Грозьовому (Старосамбірський повіт).
1888 року розбудував малу копальню в Східниці під Бориславом. Незабаром її продуктивність перевищила тодішню продуктивність Борислава й інших нафтових осередків Галичини. Ввів у дію (спільно з компаньйоном) нафтопровід зі Східниці, спочатку до Мразниці, потім до Борислава. Цього разу знову через фінансові проблеми втратив родовище у Східниці (1894), незадовго перед планованим бурінням рекордної свердловини. Східниця виявилася дуже нафтоносною і тривалий час залишалася важливим осередком нафтової промисловості. Після цієї невдачі Щепановський облишив нафтовий бізнес. Невдовзі він продав решту своїх нафтових копалень.

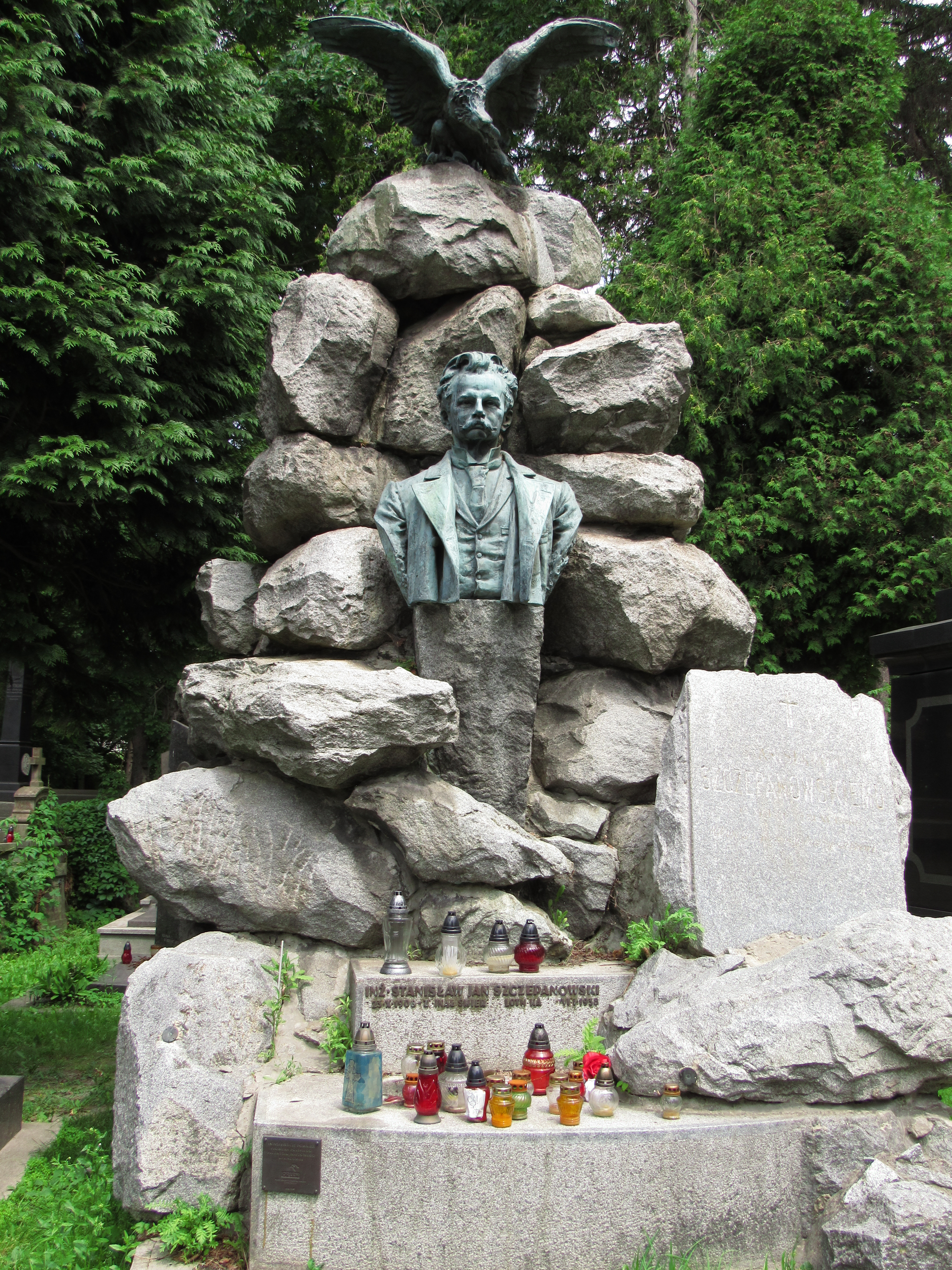
Надгробок Станіслава Щепановського на Личаківському цвинтарі у Львові

Сучасники називали його «романтиком позитивізму». Про нього писали класики польської літератури Болеслав Прус і Генрик Сенкевич. Щепановський став прототипом головного героя романів Ігнація Север-Мацейовського «Нафта» та «Понад силу». Був ідеологом польського молодіжного патріотичного руху. Почесний громадянин Коломиї (з 1885).
Похований на Личаківському цвинтарі у Львові. 1904 року встановлено пам'ятник у формі скелі, складеної з закопанського граніту. На її схилі вмонтовано погруддя Щепановського, авторства Григорія Кузневича. Відливок виконано фірмою Вільгельма Скунжила. Імітацію гранітної скелі безкоштовно створив архітектор Альфред Захаревич. Згодом тут же поховано його внука Станіслава-Яна Щепановського, який загинув у авіакатастрофі. Тепер це поле № 1б Личаківського цвинтаря.

## Економіст-реформатор
Був автором праці «Злидні Галичини в цифрах і програма енергійного розвитку її економіки» (пол. Nędza Galicji w cyfrach i program energicznego rozwoju gospodarstwa krajowego, 1888), яка стала першим детальним опублікованим описом економічної ситуації в регіоні та першою програмою реформування галицької економіки. На підставі відповідної статистики наочно показав різницю у продуктивності праці та рівні життя між Галичиною та країнами Західної Європи. Проте Щепановський пропонував долати економічну відсталість шляхом розробки нафтових родовищ.